# Johannes Olearius (1546–1623)
Johannes Olearius (Wesel, 17 de setembro de 1546 – Halle (Saale), 26 de janeiro de 1623) foi filólogo e teólogo luterano alemão, pai de Gottfried Olearius e de Johannes Olearius (1611-1684). Em 1578, foi nomeado Professor de Teologia para a recem fundada Universidade de Helmstedt pelo duque Júlio de Braunschweig-Wolfenbüttel.
Está sepultado no Stadtgottesacker.

## Obras
- Oratoria ecclesiastica.
- Disputationum Theolog. Partes duas: Institutionem principis christiani.
- Orationes varias.
- Annotationes in Prophetam Jonam.
- Dissertatio de Poenitentia. Helmstedt 1579
- Oratio in obitum Jacob Andreae. Helmstedt 1580
- Oratio in obitum Margarethae filiae Ducis Julii. Helmstedt 1580
- De causis cum ab ecclesia romana pontificia sit facienda secessio, disputatio J.O. quae habitur in inclyta schola Halensi. Mühlhausen 1589
- Criminationum pagellae Cerbestanae, quae Strena inscribitur, depulsio necessaria. Item disputatio et refutatio objectionum, quibus Amlingus hanc ceremoniam infamat. Halle 1591
- De papatu fugiendo et augustana confers. Vetinenda orationes duae habitae in scholae Halensi. Halle 1592
- Warnung und Bericht wider der Calvinischen Verwüstung. Halle 1597.

## Filhos
Foi casado com Anna Heshusen (1560-1600), filha de Tilemann Heßhusen (1527-1588), e teve sete filhos:
- Johannes Olearius (1587-1610)
- Anna Olearius (1589-1664)
- Elisabeth Olearius (1591-1613)
- Jakob Olearius (1593-?)
- Katharina Olearius (1595-1672)
- Sophia Olearius (1598-?)
- Tilemann Olearius (1600-1671)

De seu casamento em segundas núpcias com Sibylla († 1622), filha do pastor Nicolaus Nicander, com quem teve mais sete filhos:
- Maria (* 1603)
- Gottfried Olearius (1604-1685)
- Sibylla (1605-1623)
- Maria (1607-1623)
- Johannes Olearius (1611-1684)
- Christian Wilhelm (1618-1626)